# Enver Hoxha
Enver Hoxha (Hodža) (Gjirokastra, 16. listopada 1908. – Tirana, 11. travnja 1985.), komunistički vođa Albanije od 1944. do 1985. Za vrijeme svoje vladavine, Hoxha nije nikada bio na dužnosti državnoga poglavara.

## Životopis
Rodio se je u mjestu Gjirokastëru, na jugu Albanije, domu mnogih uglednih obitelji. Otac mu je bio trgovac tkaninama i za vrijeme njegova djetinstva puno je putovao. Zbog toga se Enver okrenuo stricu Hysanu koji je izvršio veliki utjecaj na njega. Hysan se borio za nezavisnost Albanije, što se i dogodilo 1912. godine. Protivio se vladama nakon nezavisnosti, posebno nakon dolaska kralja Zoga na vlast 1928. godine.
Počeo je 1930. studirati na Sveučilištu u Montpellieru, ali je brzo odustao. Od 1934. do 1936. radio je u albanskom veleposlanstvu u Bruxellesu. Neko je vrijeme radio kao učitelj, no kad se odbio učlaniti u Albansku fašističku stranku, otpušten je.
Izgubivši posao učitelja, otvorio je prodavaonicu duhana u Tirani. Uskoro su se tamo počeli skupljati pripadnici male skupine komunista. Za vrijeme invazije Mussolinijeve Italije na Albaniju, borio se protiv okupatora. Jedan je od osnivača Albanske komunističke partije. Bio je njen glavni sekretar.
Nakon Drugoga svjetskoga rata bio je premijer Albanije od 1944. do 1954. godine. Od 1946. do 1953. bio je ministar vanjskih poslova. Divio se Staljinu i bio je pristaša marksizma-lenjinizma. Osnovao je tajnu policiju Sigurimi koja je slijedila represivne metode NKVD-a, MGB-a, KGB-a, i Stasija. Za sobom je ostavio 700.000 bunkera. Bunkeri su građeni za jednu osobu, ali Albanija je tada imala 3 milijuna stanovnika. Godine 1967. Albanija je postala ateistička država. Činio je čistke i na vlasti. Pretvorio je Albaniju iz polufeudalne u industrijsku zemlju.
Oduzimao je zemlju bogatim veleposjednicima, provodivši kolektivizaciju. Također je žestoko napadao Crkvu. Plijenio je džamije, crkve, samostane i svetišta, prenamijenivši ih u staje, skladišta ili kina. Djeci se nisu smjela davati vjerska imena. Bilo tko uhvaćen s Kuranom, Biblijom, ikonama ili bilo čime drugim suočio se s dugotrajnim zatvorskim kaznama. Političkih protivnika rješavao se ubojstvima, tjeravši ih da emigriraju, ili ih je zatvarao u radne logore. Svaki treći Albanac iskusio je patnje od strane režima. Albanija je istupila iz Varšavskoga pakta zbog intervencije u Čehoslovačkoj.
Povlastice su imali samo aparatčici ili visoki dužnosnici režima. Godine 1981. djelomično se povukao u mirovinu, te je umro 1985. u 77. godini života.

## Kosovo
Po navodima Ljubice Štefan, Hoxha je razgovarao s Josipom Brozom Titom o Kosovu. Navode je potkrijepila Hoxhinim memoarima (Sjećanja, Prisjećanja, Uspomene) objavljenima 1979. u Tirani. Na Hoxhinu izjavu "Kosovo i druge oblasti albanskog stanovništva u Jugoslaviji su albanski teritoriji, koje su velike sile nepravedno otrgle. Sada su stvoreni uvjeti da se ovaj problem pravedno riješi", Tito mu je odgovorio: "Slažem se, to je i naša želja, ali u ovom trenutku mi ne možemo ništa učiniti u tom smislu, jer to Srbi ne bi shvatili", a Hoxha je na taj odgovor uzvratio riječima: "Ako to ne shvaćaju danas, shvatit će sutra".

## Vanjske poveznice
|  | Zajednički poslužitelj ima stranicu o temi Enver Hoxha    |
|  | Zajednički poslužitelj ima još gradiva o temi Enver Hoxha |